# 統合軍指揮幕僚大学
統合軍指揮幕僚大学（英: Joint Services Command and Staff College、JSCSC）はイギリスの幕僚学校（staff college）。
グリニッジ王立海軍大学校（英: Royal Naval College, Greenwich）、キャンバリー参謀学校（英: Staff College, Camberley）、王立空軍幕僚学校（英: RAF Staff College, Bracknell）、統合軍防衛学校（英: Joint Service Defence College, Greenwich）を統合して1997年にブラックネルで設立。2000年、オックスフォードシャー州ウォッチフィールドに所在する、イギリス国防アカデミー敷地内にある専用施設に移転した。